# Австралия на зимних Олимпийских играх 1988
Австралия принимала участие в Зимних Олимпийских играх 1988 года в Калгари (Канада) в одиннадцатый раз за свою историю, но не завоевала ни одной медали. Сборная страны состояла из 19 спортсменов (17 мужчин, 2 женщины), которые выступили в соревнованиях по горнолыжному спорту, лыжным гонкам, биатлону, конькобежному спорту, фигурному катанию, биатлону и бобслею.

## Состав и результаты олимпийской сборной Австралии

### Бобслей
Спортсменов — 5
Мужчины
| Соревнование | Спортсмены                                              | 1 заезд   | 1 заезд | 2 заезд   | 2 заезд | 3 заезд   | 3 заезд | 4 заезд   | 4 заезд | Итоговый результат | Итоговое место |
| Соревнование | Спортсмены                                              | Результат | Место   | Результат | Место   | Результат | Место   | Результат | Место   | Итоговый результат | Итоговое место |
| ------------ | ------------------------------------------------------- | --------- | ------- | --------- | ------- | --------- | ------- | --------- | ------- | ------------------ | -------------- |
| Двойки       | Анкус Стюарт Мартин Харланд                             | 59.21     | 26      | 1:00,15   | 18      | 1:01,38   | 24      | 1:00,49   | 24      | 4:01,23            | 23             |
| Двойки       | Адриан ди Пьяцца Симон Додд                             | 1:00,03   | 33      | 1:00,94   | 31      | 1:01,23   | 21      | 1:00,41   | 23      | 4:02,61            | 26             |
| Четвёрки     | Адриан ди Пьяцца Мартин Харланд Симон Додд Стефан Крейг | 58.20     | 25      | 58.87     | 22      | 57.25     | 16      | 59.02     | 24      | 3:53,34            | 23             |